# Drepanium lignicola
Drepanium lignicola là một loài Rêu trong họ Hypnaceae. Loài này được (Holler ex Pfeff.) G. Roth mô tả khoa học đầu tiên năm 1904.